# Sebastián Errázuriz
Sebastián Errázuriz (21 de octubre de 1975) es un compositor, director de orquesta y productor chileno. Es considerado uno de los compositores chilenos más destacados y versátiles de su generación.

## Biografía
Realizó sus estudios de composición en la Escuela Moderna de Música y Danza y luego un magíster en composición musical en la Universidad de Chile. Su reconocimiento a nivel nacional comenzó con la obra "Tres movimientos para Orquesta de Cuerda" (1999).
El 2003 gana el primer concurso Jorge Peña Hen, organizado por la FOJI, con la obra "La Caravana".
El 2008 estrena su primera ópera: "Viento blanco", ópera basada en la Tragedia de Antuco, con gran éxito de crítica y público en el Teatro Municipal de Santiago. Fue la primera ópera chilena en ser estrenada el siglo XXI.
El 2013 estrena en el Centro Cultural Gabriela Mistral (GAM) su segunda ópera, Gloria. Es descrita como una "ópera en tono de comedia" y parodia la farándula de los programas de televisión.
El 2014 estrena "Anticantata", un oratorio sobre poemas de Nicanor Parra. La obra fue comisionada por la Universidad San Sebastián para celebrar los cien años del poeta.
El 2015, estrena por encargo del Teatro Municipal la ópera infantil "Papelucho" (basado en el personaje de Marcela Paz) con libreto y dirección de María Izquierdo.
Entre 2013 y 2019 lleva a cabo el proyecto MusicActual, un crossover entre la música popular y la música clásica. El proyecto contó con la presencia de destacados cantantes como Jime Pereyra, Chinoy, Manuel García, Ana Tijoux, Joe Vasconcellos, Eduardo Gatti y Nito Mestre. Errázuriz participó como director y también realizó los arreglos de varios de los conciertos. Entre 2021 y 2023, fueron lanzadas las grabaciones en formatos de sencillo y EP de cuatro de estos conciertos.
En 2018 se radica en Frutillar, Ciudad Creativa de la Música UNESCO. Ese mismo año estrena en el Teatro del Lago la obra coral "Cantata de los Oficios", encargada por Fundación Ibáñez-Atkinson y el Teatro del Lago. La obra fue estrenada por un coro de 300 niños y niñas en el marco del programa educativo "Puedes Cantar" de estas instituciones.
Desde su llegada al sur, se ha involucrado activamente con diversos cantautores locales de la cuenca del Lago Llanquihue, desempeñándose como productor musical y gestor cultural.
El 2021 participó en el proyecto del Teatro del Lago, "Creaciones Bajo Contagio", donde se comisionó a cinco compositores nacionales una composición acerca de algún tema relacionado con la pandemia que ocurría en el mundo. Ese mismo año, también en Teatro del Lago, produce y realiza los arreglos musicales del concierto "Canto a la Naturaleza", donde el Teatro del Lago invitó a cinco cantautores de la Región de Los Lagos a realizar un homenaje a la naturaleza junto al ensamble residente de esta institución.
El 2022 estrena su cuarta ópera, Patagonia, en el Teatro del Lago (con una coproducción entre este y el Teatro Bíobío). La ópera, descrita como un "thriller histórico con perspectiva territorial" narra el encuentro de una comunidad Aonik'enk con la expedición de Magallanes, desde el punto de vista de la comunidad indígena. La ópera es bilingüe e incorpora textos cantados en el idioma Aonikkenk. La ópera ha sido alabada y ha recibido varios premios tanto por su música como por su puesta en escena (realizada por Marcelo Lombardero). El Teatro Nacional Cervantes de Buenos Aires la anunció para su temporada 2023.

## Premios y reconocimientos
- Primer Lugar Primer Concurso de Composición Jorge Peña Hen, 2003 (por La Caravana)[25]
- 100 jóvenes líderes 2004, El Mercurio[5]
- Premio Altazor, en categoría Música Clásica o Docta 2009 (por Viento Blanco)[26]
- Premio de la Crítica del Círculo de Artes 2008 (por Viento Blanco)[2]

- Premio Pulsar a Mejor Música para Audiovisuales 2022 (por Secas)[27]

- Premio Presidente de la República a las Artes Escénicas Nacionales 2022, en categoría Ópera (por Patagonia)[28]

## Discografía

### Como compositor
- La bailarina favorita de Sigmund (2001, sencillo)

- Siete proposiciones y un epílogo (2008, remasterizado en 2022)
  - La Caravana
  - Historia del Tempo
  - Cuarteto de cuerdas N°1
  - Los Dominios Innecesarios
  - Dos Gestos a Sergio Ortega
  - Mujeres Dominantes para Hombres Alterados
  - Siete Proposiciones Sensibles Pero Sensatas
  - Epílogo de la Ópera Viento Blanco
- Viento Blanco (2008)
- Anticantata, en vivo (2014)
- Blanca oscuridad, original soundtrack (banda sonora del documental, 2017)
- Dos Veces Bach (2018)
- La Tirana (2018, remasterizado en 2021)
- El Trance de la Machi (2021, sencillo)
- Bitácora de un sueño (2021, sencillo)
- Busco una estirpe nueva (2021, sencillo)
- Antártica (ballet) (2022)
- Ópera Patagonia, en vivo Teatro del Lago (2022)
- Teillier, o sobre el mundo que verdaderamente habito (2022)
- Chopiniana 2 (2022, sencillo)
- Ars Vitae (2023, sencillo)

###### aparece en
- Egocéntricas (Pedro Iglesias, 2019)
  - Egocéntricas, para guitarra sola
- New South American Discoveries (The Norwegian Radio Orchestra, 2016)
  - La Caravana
- Teatro del Lago presenta: Creaciones Bajo Contagio (2021)
  - La Hierba Florece de Noche

### Como productor
- Como el Agua en los Esteros, en vivo en Teatro del Lago (Camila y Silvio, Ensamble Teatro del Lago; 2020)
- Canto a la Naturaleza, en vivo en Teatro del Lago (Ensamble Teatro del Lago, Daniela Conejero, Seba Barrientos, Caro Guttman, Cristián García, El Frutillarino; 2021)
- La Mejor Arma (Javier Moreno, 2021 - sencillo)
- Tierra del Fuego, Silencio y Olvido (El Frutillarino, Los Tripulantes: 2022 - sencillo)

### Como director
- Chinoy: Colección Ensamble MusicActual, versión de cámara (Chinoy, Ensamble MusicActual; 2021)
- Recordando Sui Generis: Colección Ensamble MusicActual, versión de cámara (Nito Mestre, Ensamble MusicActual; 2021)
- Gracias Totales Gustavo: Colección Ensamble MusicActual, versión de cámara (Jime Pereyra, Ensamble MusicActual; 2021)
- Joe Vasconcellos: Colección Ensamble MusicActual, versión de cámara (Joe Vasconcellos, Ensamble MusicActual; 2022)

- El Baile de los que Sobran, versión de cámara (Vero Soffia, Orquesta de la Patagonia; 2022 - sencillo)
- Los Molinos de Curacao (compositor Jaime Barría, Orquesta de la Patagonia; 2022 - sencillo)